# Осада Эдена (1553)
Осада Эдена (конец июня — 18 июля 1553) — была предпринята имперскими войсками в ходе кампании 1553 года во время Десятой Итальянской войны (1552—1556).

## Кампания 1552 года в Пикардии
Кампания на севере началась с неудачной попытки французов захватить Эр. Вскоре Карл V направил в Пикардию войска под командованием губернатора Фландрии и капитан-генерала Артуа графа Адриена дю Рё, известного своей жестокостью и непримиримой ненавистью к французам. Тот произвел разрушительное вторжение, пройдя через провинцию, как «опустошительный кровавый поток», сжег несколько городов и 700 деревень. Развернувшись, он стремительным маршем двинулся на Эден, и в канун дня Иоанна Крестителя, скрытно пройдя через лес, неожиданным нападением захватил его. Гарнизон укрылся в замке. Разграбив Эден, имперцы ушли с добычей, но в октябре граф снова появился под стенами города.
Жители, боясь расправы, требовали от гарнизона сдачи. Солдаты отступили в замок, который был немедленно осажден имперцами, установившими на холме за городом батарею. Проделав артиллерийским огнём брешь в крепостной стене, имперцы взяли крепость штурмом.
Генрих II некоторое время колебался перед выбором: направить войска на помощь Мецу, осажденному Карлом V, или отвоевать Эден, но, получив от командовавшего в Меце Франсуа де Гиза уверения, что тот сумеет отстоять город, в конце ноября послал в Пикардию адмирала д’Эстре и герцога Вандомского. Граф дю Рё не решился принимать бой, так как в случае поражения граница Артуа оставалась беззащитной, и отступил, оставив в крепости своего сына, и разрешив капитулировать только после отражения трех штурмов подряд, угрожая в противном случае собственноручно заколоть его кинжалом, если тот попадется ему на глаза. Заместителем был назначен опытный офицер де Аренвиль.
Подойдя к Эдену, Вандом установил батарею на том же месте, где до этого имперцы, и 17 декабря начал обстрел, выпустив 4070 ядер, но так и не сумев проделать брешь в стенах, которые противник основательно укрепил. Тем не менее яростный обстрел вызвал панику у осажденных, сдавшихся 19-го на условиях сохранения жизни и имущества. Попытка фламандцев предпринять диверсию против Эдена была пресечена Вандомом, предпринявшим встречное наступление и заставившим противника убраться без боя.
В честь этого и других успехов в кампании 1552 была отчеканена медаль, на аверсе которой был изображен бюст короля в лавровом венке и орденской цепи Святого Михаила, по окружности шла надпись: HENRICVS. II. GALLIARVM REX INVICTISS. PP. (Генрих II король Галльский непобедимый, Отец отечества), а на реверсе, в центре лаврового венка: RESTITVTA/ REP. SENENSI./ LIBERATIS OBSID./ MEDIOMAT. PARMA/ MIRAND. SANDAMI./ ET RECEPTO/ HEDINIO./ ORBIS CONSENSV 1552 (Республика Сиена восстановлена, Мец, Парма, Мирандола, Санто-Дамиано избавлены от осады, Эден отвоеван, мир в согласии 1552).

## Кампания 1553 года. Осада
Герцог Вандомский постарался восстановить укрепления Эдена. В кампанию 1553 года капитан Эдена направил на помощь осажденному Теруану триста человек с орудием. После взятия и разрушения этого города император поручил командование армией Эммануэлю-Филиберту Савойскому. В конце июня войска подошли к Эдену. Генрих приказал собрать армию в окрестностях Амьена, чтобы двинуть её на помощь герцогу де Буйону, оборонявшемуся в Эдене с отрядом юных придворных, желавших отомстить имперцам за разрушение Теруана. Среди прочих в городе были Орацио Фарнезе, недавно женившийся на внебрачной дочери короля, маркиз де Виллар, виконт де Мартиг, его брат Себастьен де Люксембург и другие.
Они прибыли туда, надеясь угодить метрессе короля Диане де Пуатье, проявлявшей живой интерес к обороне города, где командовал её зять. Сам Генрих не считал Эден важной позицией, но тем не менее послал для укрепления духа вельмож-добровольцев своего первого хирурга Амбруаза Паре.
Французская армия собиралась у Амьена, откуда в Эден была направлена артиллерия. Принц Савойский решил не дожидаться подхода неприятеля. К началу новой осады город почти лишился населения, уставшего от тридцати с лишним лет постоянных войн, опустошений и страха. Большинство жителей уехали во Францию, и в городе почти никого не осталось, кроме монахов и солдат. У защитников крепости было мало шансов устоять против армии, насчитывавшей, по уверению современников, около 60 тысяч человек, тем не менее они устраивали смелые вылазки, мешая противнику вести осадные работы. Одна из таких вылазок позволила Жаку де Матиньону, графу де Ториньи, проникнуть в город с сотней шеволежеров.
Орудия осаждающих подвергли крепостные стены сильному обстрелу, и после 60 часов бомбардировки, гарнизон, насчитывавший всего 1800 человек, не надеясь, что укрепления выдержат, отступил во внутренний замок. У них не хватало пищи и питьевой воды, а принц Савойский подверг крепость жестокому обстрелу. Одну батарею он установил в городе, другую на соседнем холме, господствовавшем над замком, и, взяв крепость в два огня, не прекращал канонаду ни днем, ни ночью. Одновременно с огнём 50 орудий, выпустивших 15 тыс. ядер, принц начал подкоп под крепостные стены.
Имперцам удалось обрушить часть стены, и организовать ложный штурм, стоивший осажденным потери многих людей. В бою в проломе был убит ядром Орацио Фарнезе и получил пулю в грудь виконт де Мартиг. Амбруаз Паре не смог его спасти. Атаку удалось отбить, но офицеры считали дальнейшее сопротивление бесполезным, поскольку брешь закрыть было нельзя, а продолжение обстрела грозило гарнизону гибелью под руинами цитадели.
Буйон предложил переговоры. Принц, в свою очередь, опасался, что не успеет взять крепость штурмом до подхода французской армии, и также согласился на почетную капитуляцию. Договоренность была почти достигнута, когда какой-то священник поджег фитиль одной из гранат, лежавших возле бреши на случай отражения атаки. Сильный взрыв нанес потери обеим сторонам. Имперцы посчитали его достаточным поводом прервать переговоры, и ворвались в крепость, поджигая здания и убивая солдат гарнизона. Часть людей он взяли живьем в надежде на выкуп, и пытали, чтобы узнать, где устроены тайники с сокровищами.
Принц поднялся в крепость, и был встречен Буйоном, бросившим ему упрек: «Так-то вы, месье, держите ваше обещание? Так вы мне посылаете заложников, которых обещали, и выполняете условия, о которых мы договорились?»
Эммануэль Филиберт холодно ответил: «Слишком поздно, маршал, больше нет нужды в заложниках, вы в моей власти, побежденный силой оружия, и я здесь хозяин», — после чего объявил пленниками герцога и его штаб.

## Итоги
18 июля Эден был захвачен, и император отдал приказ разрушить его, так же, как Теруан. К концу августа город был уничтожен. С герцогом Буйонским в плену дурно обращались, он умер сразу после освобождения, и ходили слухи, что его отравили по приказу императора, перед тем, как отпустить. В отличие от Теруана, Эден имперцы уже в сентябре 1554 начали восстанавливать на новом месте, в лье от Старого Эдена, по проекту Себастьена д’Ойя из Утрехта, архитектора Карла V и Филиппа II.
Пленные, взятые в Эдене, были отпущены в соответствии с условиями договора, подписанного 5 февраля 1556 в Воселе, и закончившего Десятую Итальянскую войну.
Амбруаз Паре оставил описание этой осады.
По условиям Като-Камбрезийского мира (15-я статья договора) Эден с округой отходили королю Испании.

## Комментарии
1. ↑  По другой периодизации — Восьмой Итальянской войны (1551—1559)